# Nora (Oviedo)
Nora (San Pedru Nora en asturiano y oficialmente) es una parroquia del municipio de Oviedo, Asturias (España).
En sus 4,14 km² habitan un total de 99 habitantes (INE 2019) e incluye a las siguientes entidades de población: La Barquera, Feleches, Priañes y San Pedro.

## Arte
Según El paleolítico inferior y medio en Asturias, de José Manuel González, existe en esta parroquia una estación superficial musteriense. En Nora está también situada la iglesia de San Pedro de Nora perteneciente al arte prerrománico asturiano.

## Demografía
| Año       | 2000 | 2001 | 2002 | 2003 | 2004 | 2005 |
| Población | 129  | 126  | 119  | 121  | 115  | 112  |